# FINAC

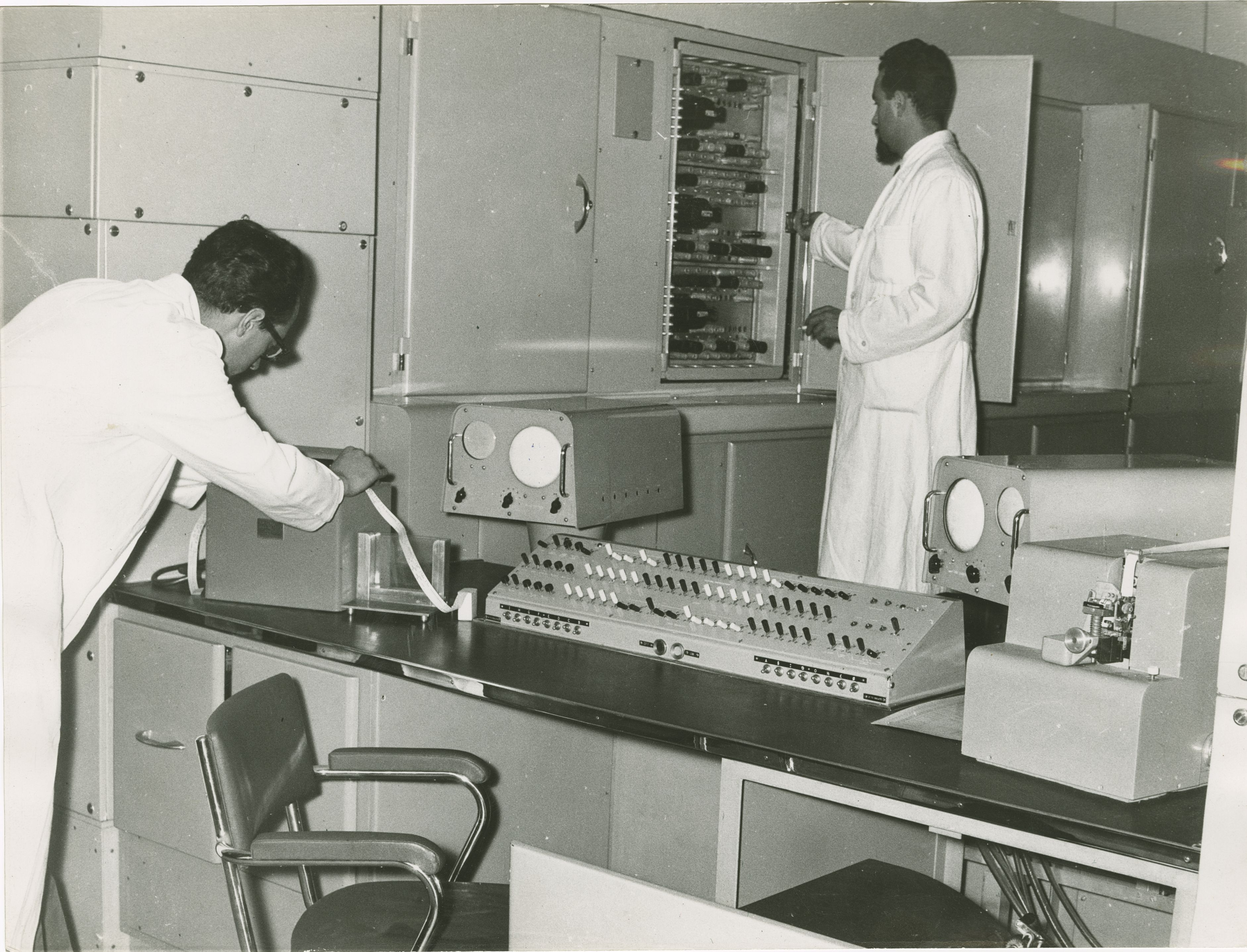
Tecnici al lavoro sul FINAC

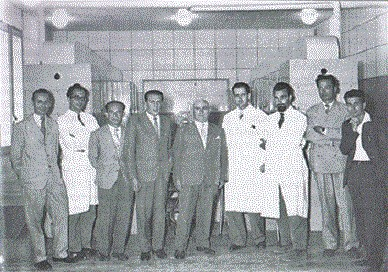
Roma 1955. I creatori del calcolatore FINAC: da sinistra, Corrado Böhm, Paolo Ercoli, Wolf Gross, Aldo Ghizzetti, Mauro Picone, Giorgio Sacerdoti, Roberto Vacca, Enzo Aparo e Dino Dainelli.

Il FINAC (acronimo di Ferranti-INAC) è stato il primo calcolatore elettronico assemblato nella città di Roma nel 1955, il secondo in Italia dopo il "CRC 102A" del Politecnico di Milano.

## Storia
Il calcolatore fu acquistato presso la ditta inglese Ferranti Ldt, al prezzo di circa 250 000 sterline, dal Consiglio Nazionale delle Ricerche (CNR) a favore dell'Istituto (Nazionale) per le Applicazioni del Calcolo (IAC, INAC a Roma) diretto da Mauro Picone, pioniere dell'informatica in Italia, il quale non era però riuscito a coronare il suo sogno di dare alla luce una macchina programmabile italiana o, almeno, costruita in Italia. 
Il progetto originale (quarta macchina del modello "Mark I", il primo calcolatore totalmente elettronico in commercio) era stato sviluppato all'Università di Manchester. A Roma, il montaggio dei pezzi del "Mark I", composto da circa 10 chilometri di conduttori, 15000 resistori, 2500 condensatori e 4000 valvole termoioniche, richiese quasi sei mesi di lavoro (da dicembre del 1954 a giugno 1955). L'operazione fu eseguita da un ingegnere e due tecnici della Ferranti in collaborazione con Giorgio Sacerdoti.
Il FINAC, pesante oltre due tonnellate, inizialmente doveva essere installato al piano terra della sede del CNR. All'ultimo momento si decise di collocarlo al IV piano, vicino agli altri locali occupati dall'INAC. Ci vollero mesi di lavoro per rinforzare i pavimenti. Il 13 dicembre, alla presenza del Presidente della Repubblica Giovanni Gronchi, il calcolatore, battezzato "FINAC", venne ufficialmente inaugurato.
Qualche mese prima dell'arrivo a Roma del FINAC, nell'ottobre del 1954, il Politecnico di Milano aveva portato a termine un'operazione commerciale simile e si era dotato del mainframe "CRC 102A" della ditta californiana "Computer Research Corporation", acquistato al prezzo di 120.000 dollari.
Sul FINAC si formano due gruppi di interlavoro: uno per la manutenzione e lo sviluppo dell'hardware (Giorgio Sacerdoti, Paolo Ercoli e Roberto Vacca) e l'altro sul software (Dino Dainelli, Enzo Aparo e Corrado Böhm). Sul questo fronte, in particolare, l'impegno maggiore fu quello di mettere a punto soluzioni atte a risolvere le classi di problemi più ricorrenti nella pratica. Esempi tipici erano la risoluzione approssimata di equazioni algebriche oppure di sistemi di equazioni lineari e il calcolo matriciale in genere. Il FINAC venne messo a disposizione per le applicazioni dei Ministeri del Bilancio e dell'Aeronautica, degli Istituti di Fisica Nucleare di Roma, Milano e Torino e dell'Istituto di Psicologia del CNR. Il calcolo più complesso del FINAC fu la verifica della stabilità della diga del Vajont, che comportò la risoluzione di un sistema di 208 equazioni lineari algebriche.
Il FINAC divenne ben presto obsoleto, già agli inizi degli anni sessanta, con la diffusione di calcolatori più potenti basati sulla tecnologia a transistor (già nel 1958, ad esempio, esce l'ELEA 9003 del gruppo Olivetti). Fu comunque utilizzato fino al 1965 e smantellato a giugno del 1967. Le componenti riutilizzabili furono donate a scuole e istituti di ricerca e il materiale residuo alla Croce Rossa nel 1973.
A dispetto dei lunghi sforzi di Picone, il FINAC fu solo il secondo calcolatore installato in Italia, come gli fa gentilmente notare Luigi Amerio (suo discepolo e professore al Politecnico di Milano) nella lettera di congratulazioni inviatagli per l'occasione: «Come Le avrà detto Ghizzetti, che l'ha vista, Cassinis ha procurato per il Politecnico di Milano una calcolatrice elettronica C.R.C. (inferiore alla vostra Ferranti, ma sempre notevolissima)».

## Dopo il FINAC
A partire dalla fine degli anni cinquanta alcuni studiosi che avevano partecipato al progetto FINAC iniziarono l'insegnamento degli elaboratori elettronici e della loro programmazione presso le Facoltà di Matematica e Fisica e di Ingegneria dell'Università di Roma e all'Istituto Superiore di Poste e Telecomunicazioni.
Nel febbraio 1963 venne collaudato un nuovo prototipo di Calcolatore per l'IAC (CINAC, che avrebbe dovuto chiamarsi ELEA 9004) frutto di una breve collaborazione tra IAC ed Olivetti. A questo nuovo progetto, guidato da Giorgio Sacerdoti (passato nel frattempo da INAC ad Olivetti), lavorarono altri due "ex" FINAC: Paolo Ercoli per la parte tecnica e Dino Dainelli per la parte matematica. Come linguaggi di programmazione il CINAC utilizzava un assembler e un derivato dell'ALGOL (il PALGO). Per vicissitudini interne l'Olivetti non produsse i compilatori per la macchina e si rese pertanto necessario aggiungere al CINAC una consolle di simulazione del vecchio FINAC, operazione che se da un lato permetteva il riutilizzo delle librerie di programmi già realizzati per il FINAC, dall'altra penalizzava pesantemente le prestazioni della macchina. 
Il CINAC divenne pienamente operativo solo nel 1966 e fu dismesso nel 1970.

## Nella cultura di massa
Nel numero 3279 di Topolino appare la storia Topolino e i numeri del Futuro, nella quale Topolino e Pippo tornano indietro nel tempo per salvare il dottor Marlin che si era recato all'inaugurazione del FINAC durante una "cronovacanza". Nel racconto appare anche il professor Picone.

## Caratteristiche tecniche del FINAC
- Dimensione della parola: 20 bit
- Memoria primaria a tubi Williams, capacità: 832 parole
- Memoria secondaria a tamburo magnetico, capacità: 32K parole
- Operazioni/s: circa 1041
- Componenti: tubi a vuoto e tubi a raggi catodici
- Set di istruzioni: 30
- Dispositivi I/O: lettore e perforatore di nastri, telescrivente e stampante
- Alimentazione: 35 kW